# Georgina Bardach
Georgina Bardach (Córdoba, 18 de agosto de 1983) es una exnadadora argentina. Obtuvo la medalla de bronce en los Juegos Olímpicos de Atenas 2004 y en el Campeonato Mundial en piscina corta 2002, en Moscú, Rusia.

## Carrera
Bardach participó en los Juegos Olímpicos de Sídney 2000, en los que no logró clasificarse para semifinales. En los Juegos Panamericanos de 2003, obtuvo la medalla de oro, confirmando su progresión con la medalla de bronce obtenida en los Juegos Olímpicos de Atenas 2004 en los 400 metros combinados, logrando también el récord sudamericano al cronometrar 4:37,51. En este período su entrenador fue el profesor Héctor Rubén Sosa.
Durante los Juegos Olímpicos de Pekín 2008, finalizó 37 sobre 38 competidores en las categorías de 400 metros y 200 metros combinados, 23 segundos por detrás de su marca en los Juegos Olímpicos previos. Ella misma describió estos Juegos Olímpicos como un suplicio. En 2010, la Fundación Konex le otorgó el Premio Konex de Platino como mejor nadadora de la década en Argentina. 
Tuvo una cuarta participación olímpica en los Juegos Olímpicos de Londres 2012, donde finalizó 34ta, con un tiempo de 4:47,31. Tras esa competencia decidió retirarse de la natación profesional a los 29 años.

## Juegos Sudamericanos
- - Medalla de plata: 200 m libre individual
- - Medalla de plata: 4x200 m relevo libre
- - Medalla de plata: 4 x 100 m relevo combinado
- - Medalla de bronce: 200 m mariposa
- - Medalla de bronce: 200 m espalda[8][9]